# Möll
Pour les articles homonymes, voir Moll.
La Möll est une rivière autrichienne qui coule dans le land de Carinthie, un affluent en rive gauche de la Drave. Elle prend sa source au pied du Grossglockner, le plus haut sommet d'Autriche dans la chaîne de montagnes des Hohe Tauern, et finit sa course après plus de 80 km près de Möllbrücke en Lurnfeld.

## Parcours

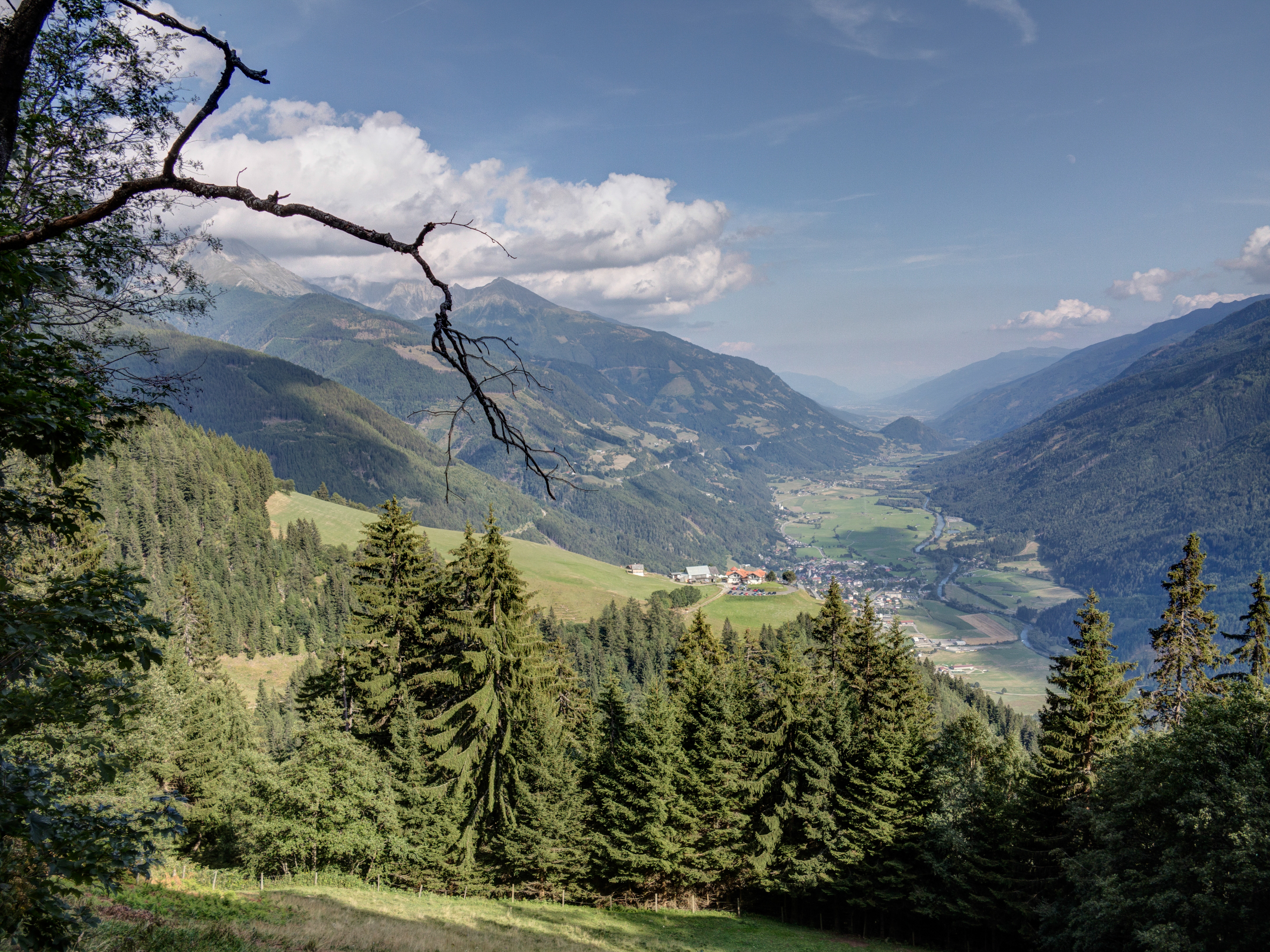
La vallée du Möll près de Obervellach

Au début de sa course, à l'extrémité sud-est du Pasterze glacier, elle est bloquée par quelques barrages et un réservoir de la centrale hydroélectrique de Kaprun. Plus en aval, elle est à nouveau barrée près du village de Gößnitz (une partie de la municipalité de Stall), puis près de Rottau (une partie de Reißeck). Elle sort ensemble avec l'eau dérivée du barrage Kölnbrein.
Le vallée de la Möll (en allemand : Mölltal) dans le nord-ouest de la Carinthie est une liaison importante en direction du land de Salzbourg grâce à la Haute route alpine du Grossglockner. La Möll est une rivière populaire pour la pratique du kayak et du rafting en Carinthie. Un stade d'eau vive existe près de Flattach, qui est utilisé pour des compétitions de slalom.